# Pietro Algeri
Pietro Algeri (ur. 2 października 1950 w Torre de’ Roveri) – włoski kolarz torowy i szosowy, trzykrotny medalista torowych mistrzostw świata.

## Kariera
Pierwszy sukces w karierze Pietro Algeri osiągnął w 1969 roku, kiedy wspólnie z Antonio Castello, Giorgio Morbiato i Giacomo Bazzanem zdobył srebrny medal w drużynowym wyścigu na dochodzenie podczas torowych mistrzostw świata w Antwerpii. W tej samej konkurencji, razem z Bazzanem, Morbiato i Luciano Borgognonim Pietro wywalczył złoty medal na mistrzostwach świata w Varese w 1971 roku. Rok później ALgeri wystartował na igrzyskach olimpijskich w Monachium, jednak Włosi zajęli tam zaledwie dziewiątą pozycję. Ostatni medal wywalczył podczas mistrzostw świata w San Cristóbal w 1977 roku, zajmując trzecie miejsce w wyścigu ze startu zatrzymanego zawodowców. W zawodach tych wyprzedzili go jedynie Holender Cees Stam oraz Wilfried Peffgen z RFN. Trzykrotnie zdobywał mistrzostwo kraju: w 1975 roku w indywidualnym wyścigu na dochodzenie, a w latach 1977 i 1979 w wyścigu ze startu zatrzymanego. Startował także w wyścigach szosowych, ale bez większych sukcesów.
Jego brat Vittorio Algeri również był kolarzem.